# Wielki Złomiskowy Potok

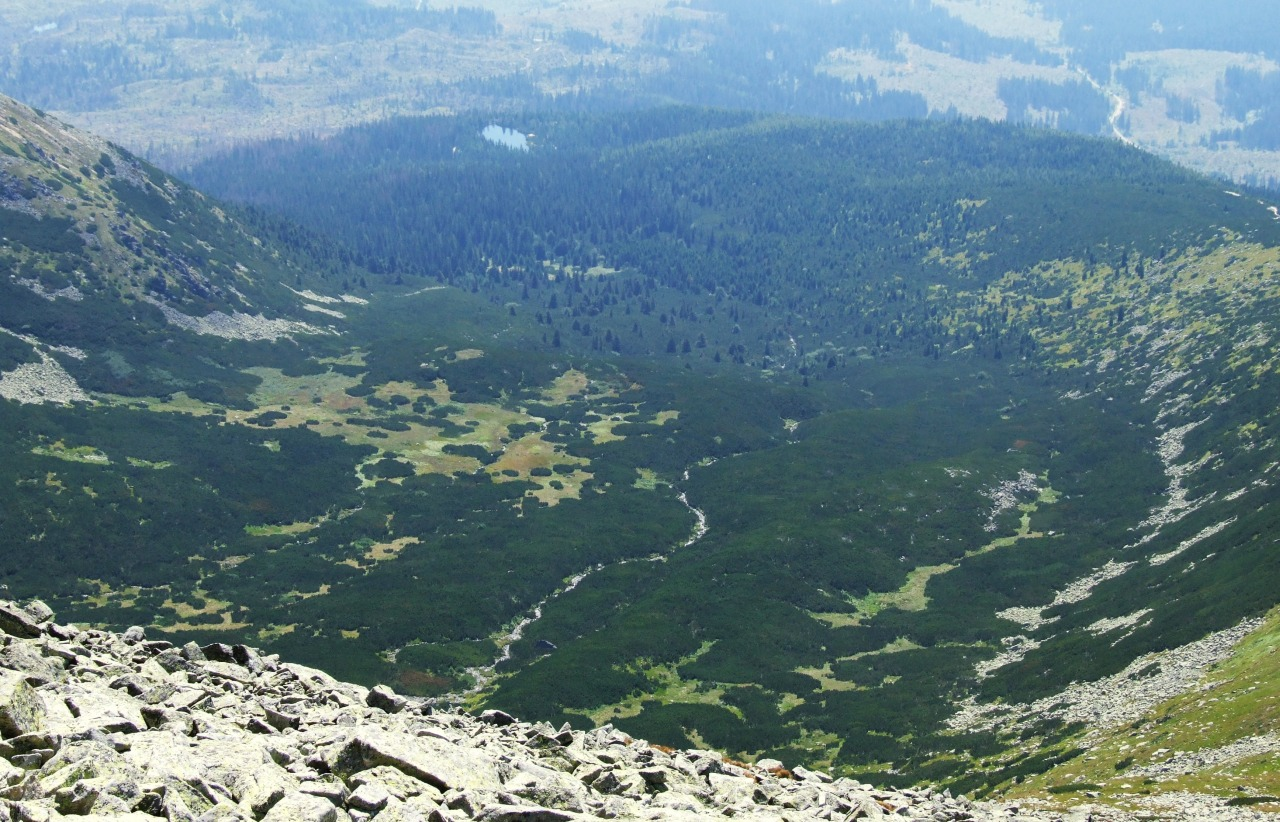
Dolna część Doliny Ważeckiej i Wielki Złomiskowy Potok wśród kosodrzewiny

Wielki Złomiskowy Potok (słow. Veľký zlomiskový potok, niem. Zlomiskobach, węg. Zlomiszkó-patak) – główny ciek wodny Doliny Ważeckiej w słowackich Tatrach Wysokich. Wypływa na wysokości ok. 1850 m n.p.m. na tarasie zwanym Zadnim Handlem. Ma dwa ważniejsze dopływy, są to Siodełkowy Potok i Mały Złomiskowy Potok. W dolnym biegu płynie przez tzw. Jamy – silnie zróżnicowany teren wałów morenowych utworzonych przez połączone lodowce Doliny Furkotnej i Ważeckiej. W pobliżu Tatrzańskiej Drogi Młodości przy Białym Wagu łączy się z Furkotnym Potokiem i razem tworzą rzekę Biały Wag.

## Szlaki turystyczne
– znakowana czerwono Magistrala Tatrzańska przecina potok na odcinku łączącym Trzy Źródła z Doliną Ważecką i Furkotną oraz Szczyrbskim Jeziorem.
- Czas przejścia od Trzech Źródeł do rozdroża przy Jamskim Stawie: 1:20 h w obie strony
- Czas przejścia od tego rozdroża do rozdroża w Dolinie Furkotnej: 40 min w obie strony

  – niebieski szlak rozpoczynający się przy Tatrzańskiej Drodze Młodości (Biały Wag) biegnie wzdłuż potoku i dalej prowadzi dolną częścią Doliny Ważeckiej do Magistrali, potem razem z nią na krótkim odcinku do Jamskiego Stawu i dalej w stronę Krywania.
- Czas przejścia od początku szlaku do Rozdroża przy Jamskim Stawie: 1:45 h, ↓ 55 min
- Czas przejścia od rozdroża na Krywań: 2:30 h, ↓ 2 h